# Philipp Adolf von Ehrenberg
Philipp Adolf von Ehrenberg (né le 23 septembre 1583 à Heinsheim, mort le 16 juillet 1631 à Wurtzbourg) est prince-évêque de Wurtzbourg, membre de la Contre-Réforme.

## Biographie
Adolf Philipp vient de la famille Ehrenberg, originaire du château d'Ehrenberg (de).
Le frère de sa mère, Julius Echter von Mespelbrunn, prince-évêque de Wurtzbourg de 1573 à 1617, a une grande influence sur lui. Après que son frère aîné Peter ait renoncé, Adolf Philipp rejoint le clergé. Il est élu prince-évêque le 6 février 1623, l'élection est confirmé le 16 mars 1624 par le pape Urbain VIII.
Le prince-évêque applique une politique sévère de recatholisation. Il mène des procès en sorcellerie de 1626 à 1630 : sur 900 accusations, il fait brûler 200 personnes, elles viennent de tous les milieux (noblesse, élus, paysans...), 20% sont des religieux (prêtres et moines). Les exécutions ont lieu le plus souvent à Gerolzhofen.
Avec la mort de l'évêque le 16 juillet 1631, la Chambre impériale arrête les procès.

## Source, notes et références
- (de) Cet article est partiellement ou en totalité issu de l’article de Wikipédia en allemand intitulé « Philipp Adolf von Ehrenberg » (voir la liste des auteurs).
- (de) Ronny Baier, « Philipp Adolf von Ehrenberg », dans Biographisch-Bibliographisches Kirchenlexikon (BBKL), vol. 24, Nordhausen, 2005 (ISBN 3-88309-247-9, lire en ligne), colonnes 545-549
- Kurt Baschwitz: Hexen und Hexenprozesse. Bertelsmann Verlag, München, 1990, S. 260–266.
- (de) Hans-Wolfgang Bergerhausen, « Philipp Adolf von Ehrenberg », dans Neue Deutsche Biographie (NDB), vol. 20, Berlin, Duncker & Humblot, 2001, p. 387–388 (original numérisé).
- Stephan Oettermann: Geschichte des Hexenbrennens in Franken (insbesondere in Gerolzhofen) im 17. Jahrhundert.
- Harald Schwillus: Die Hexenprozesse gegen Würzburger Geistliche unter Fürstbischof Philipp Adolf von Ehrenberg (1623-1631). Echter Verlag, 1998,  (ISBN 3-429-01229-5).